# Tharra nigroides
Tharra nigroides är en insektsart som beskrevs av Nielson 1975. Tharra nigroides ingår i släktet Tharra och familjen dvärgstritar. Inga underarter finns listade i Catalogue of Life.